# En eaux troubles (film, 2018)
Pour les articles homonymes, voir En eaux troubles.
Série En eaux troubles
En eaux très troubles
(2023)
Pour plus de détails, voir Fiche technique et Distribution.
En eaux troubles ou Mégalodon au Québec (The Meg) est un film sino-américain réalisé par Jon Turteltaub, sorti en 2018. Il s’agit de l’adaptation du roman Meg: A Novel of Deep Terror de Steve Alten (1997).
Le film suit Jonas Taylor qui est un ancien capitaine de la Marine et un plongeur spécialisé dans les eaux profondes. Il est recruté pour plonger dans l'océan Pacifique, pour sauver une équipe de scientifiques coincée dans l'épave d'un submersible attaqué et endommagé par un requin préhistorique de vingt mètres de long, connu sous le nom de Mégalodon. Engagé par un océanographe chinois, Taylor devra surmonter ses peurs et affronter une deuxième fois le prédateur qu'il a auparavant rencontré lors d'une expédition pour sauver des hommes et des femmes piégés dans les profondeurs de l'océan.
Il connaît une suite, En eaux très troubles (The Meg 2: The Trench), sortie en 2023.

## Synopsis

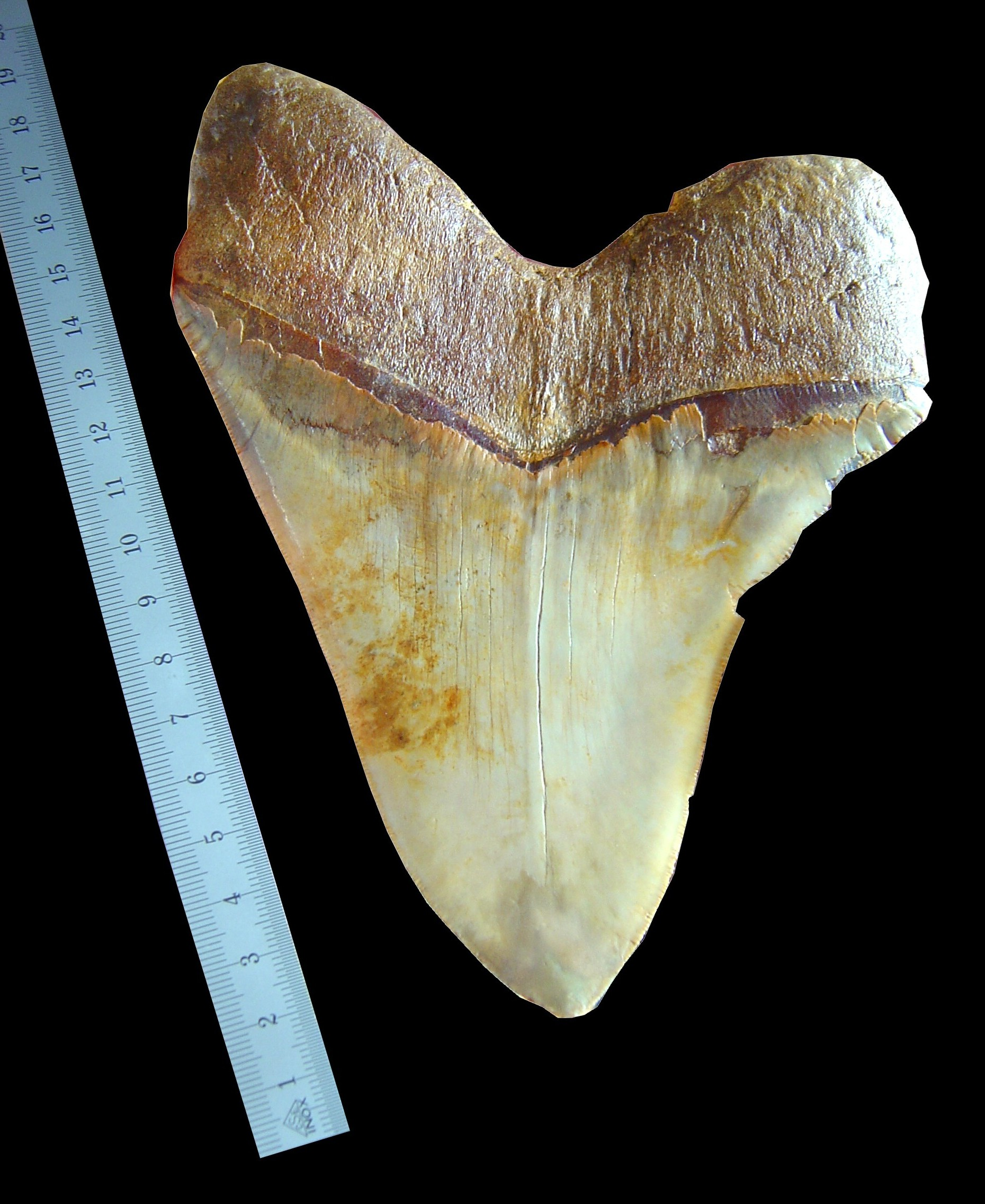
Dent de Mégalodon retrouvée au Désert d'Atacama au Chili.

Une équipe de secours menée par Jonas Taylor, plongeur spécialisé en eaux profondes, sauve un groupe de marins piégés dans un sous-marin nucléaire coulé lorsque Jonas voit la coque du sous-marin endommagée par une créature inconnue. Deux secouristes sont bloqués dans le sous-marin endommagé et affirment que leur retour au submersible de sauvetage prendra quelques minutes. Taylor les laisse par crainte qu’ils ne meurent tous avant qu’ils n’aient eu le temps de revenir. En partant, le sous-marin endommagé explose. La déclaration de Taylor selon laquelle une créature marine géante a causé le désastre a été rejetée par son coéquipier, le Dr Heller, qui croit que Taylor était atteint de psychose induite par la pression et reproche à Taylor la perte de leurs amis.
Cinq ans plus tard, le milliardaire Jack Morris rencontre le Dr Minway Zhang au centre de recherche sous-marin « Mana One », que finance Morris. Zhang et sa fille, Suyin, une océanographe, supervisent une mission d'exploration de ce qui pourrait être une partie plus profonde de la fosse des Mariannes, dissimulée par un nuage de sulfure d'hydrogène formant une thermocline. La mission est menée par Lori (ex-femme de Taylor), Toshi et The Wall dans un submersible. La mission semble aller bien jusqu'à ce qu'une très grande créature frappe le submersible, lui faisant perdre le contact avec Mana One.
James « Mac » Mackreides, un autre membre de l'équipage de la station, suggère de renvoyer Taylor pour tenter un sauvetage, citant la similitude avec son histoire. Malgré les objections de Heller, Zhang et Mac décident de se rendre en Thaïlande pour recruter de toute façon Taylor. Suyin tente elle-même le sauvetage, mais un calmar colossal intervient. Avant qu'il puisse la tuer, un requin massif le tue. En acceptant d'aider, Taylor atteint le submersible piégé, sauvant Lori et The Wall. Cependant, quand le requin géant revient, Toshi se sacrifie en fermant la trappe et en détachant le navire de sauvetage, permettant ainsi à Taylor, Lori et The Wall de s’échapper en toute sécurité alors qu’il détourne l’attention du requin sur son sous-marin. Il va jusqu'à l'évent thermique, provoquant une explosion.

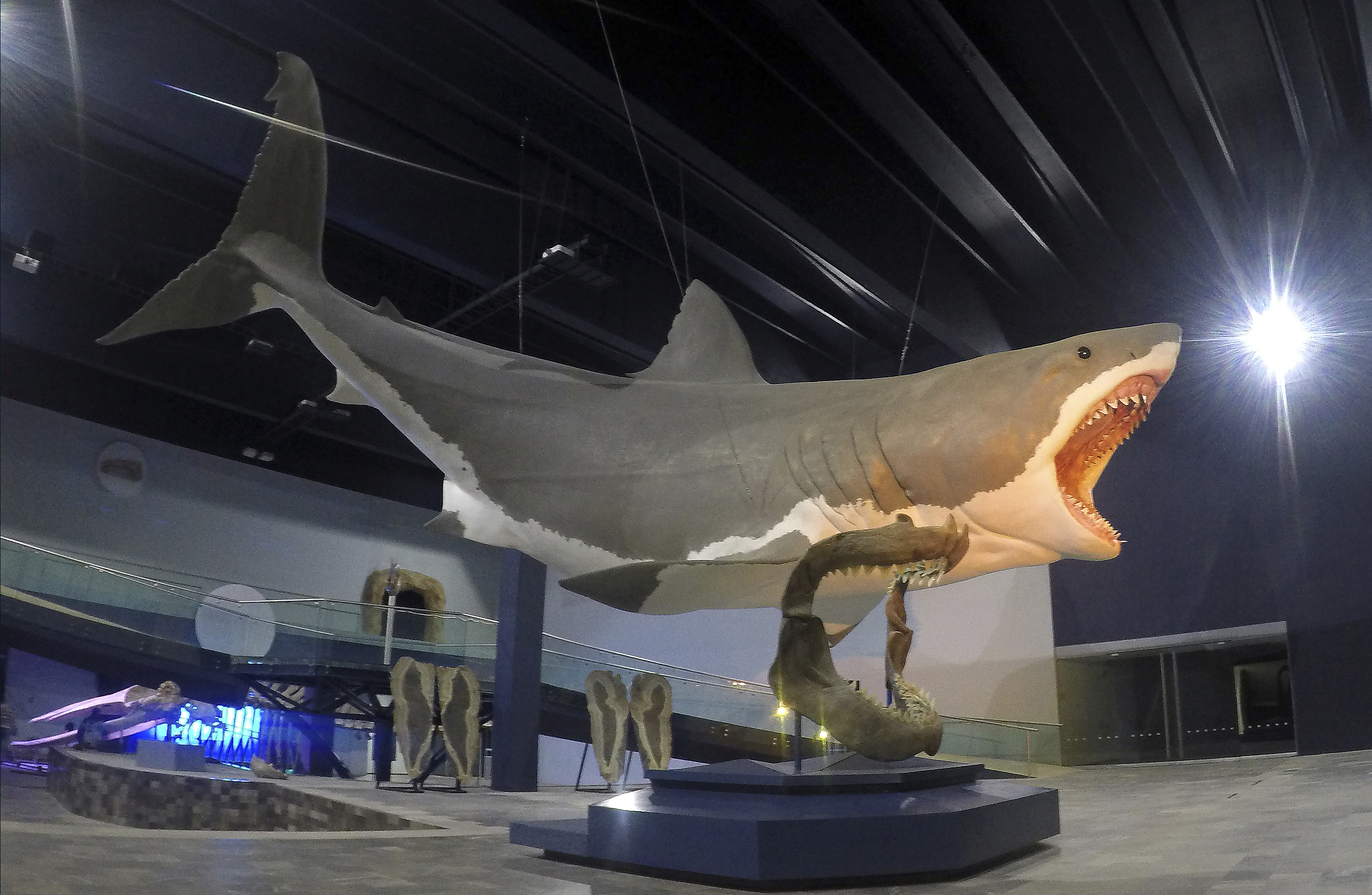
Reconstitution d'un Mégalodon, principal protagoniste du film.

De retour à Mana One, l’équipage découvre que le requin est un mégalodon, le plus grand requin connu à l’heure actuelle et que l’on pensait disparu depuis des millions d’années. Pendant ce temps, la fille de Suyin se dirige vers le grand verre qui mène à une belle vue sous-marine de l'océan et voit le Mégalodon à travers le verre et est pétrifiée. Quand Suyin descend avec Jonas, ils voient une baleine être mangée vivante par le requin massif. L'équipage se rend alors compte qu'il s'est échappé des profondeurs de la tranchée en nageant dans un trou de la thermocline créé par l'explosion de l'évent thermique, en élevant brièvement la température pour qu'il puisse passer en toute sécurité. Le groupe décide de suivre et d’empoisonner le Mégalodon, ce qu’ils réussissent à faire. En injectant de l'étorphine au Mégalodon, le masque à oxygène de Suyin est compromis, mais Taylor la ravive avec la RCP. Malgré le succès initial, Taylor remarque que les dents ne correspondent pas à l'attaque précédente. Peu de temps après, un gigantesque Mégalodon émerge de l'eau, dévore le petit Mégalodon, fait chavirer le bateau, puis tue The Wall, Heller et Dr Zhang. L'équipage survivant retourne à Mana One grâce à deux canots.
À la tombée de la nuit, Morris tente de détruire le Mégalodon lui-même en ordonnant à une équipe d’hélicoptères d’abandonner des charges de profondeur modifiées, arguant que les actions de la créature pourraient entraîner des poursuites judiciaires. Il s'approche de la carcasse du Mégalodon supposé dans un bateau mais découvre que c'est une baleine. Lorsque le Mégalodon s'approche, le bateau accélère, provoquant la chute de Morris et son ingestion par le requin géant. Taylor et l'équipe de Mana One restante découvrent la supercherie de Morris et décident de suivre et de tuer le requin, pour se rendre compte qu'il est en route vers une plage bondée de la baie de Sanya.
Le Mégalodon tue plusieurs amateurs de plage avant que l’équipage de Mana One ne joue le son d’un appel de baleine pour détourner l’attention du requin vers eux. Taylor et Suyin tentent de détruire le mégalodon avec des torpilles truquées, mais en vain, le submersible de Taylor est gravement endommagé. Taylor parvient à entailler le mégalodon avec des parties de son sous-marin et à le poignarder dans les ouïes avec un harpon, le tuant pour de bon et vengeant ainsi tout ce qu'il a dévoré. En raison de la présence de sang, plusieurs requins de la région sont attirés et dévorent le Mégalodon. Pendant le combat, Suyin a pu évacuer tout le monde vers un bateau où un couple chinois se marie. Taylor monte sur le bateau et Suyin et lui envisagent de prendre des vacances.

## Fiche technique
Sauf indication contraire, les informations mentionnées dans cette section peuvent être confirmées par la base de données cinématographiques IMDb,  présente dans la section « Liens externes ».
- Titre original : The Meg
- Titre français : En eaux troubles
- Titre québécois : Mégalodon
- Réalisation : Jon Turteltaub
- Scénario : Dean Georgaris, Jon Hoeber et Erich Hoeber, d'après le roman Meg: A Novel of Deep Terror de Steve Alten
- Musique : Harry Gregson-Williams
- Direction artistique : Grant Major
- Décors : Robert Bavin, Jill Cormack, George Hamilton, Andy McLaren, Kim Sinclair, Sam Storey, Calvin Tsoi et Ken Turner
- Costumes : Amanda Neale
- Photographie : Tom Stern
- Montage : Steven Kemper
- Production : Belle Avery, Lorenzo di Bonaventura et Colin Wilson
- Production déléguée : Randy Greenberg, Ben Erwei Ji, Wayne Wei Jiang, Gerald R. Molen et Barrie M. Osborne
- Production associée : Kenneth Atchity, Jie Chen, Chunzi Wang et Chi-Li Wong
- Sociétés de production : Apelles Entertainment, Di Bonaventura Pictures, Flagship Entertainment Group (en), Gravity Pictures et Maeday Productions
- Société de distribution : Warner Bros. Pictures (États-Unis, France)
- Budget : 150 millions de dollars[1]
- Pays de production :  États-Unis /  Chine
- Langues originales : anglais, secondairement en mandarin, quelques répliques en thaï et japonais
- Format : couleur — 2,39:1 — son Dolby Atmos
- Genres : Action, horreur et science-fiction
- Durée : 113 minutes
- Dates de sortie[2] :
  - Chine, États-Unis, Québec : 10 août 2018
  - Belgique : 15 août 2018
  - France : 22 août 2018
- Classification :
  - France : Tous publics avec avertissement lors de sa sortie en salles et déconseillé aux moins de 10 ans à la télévision.
  - États-Unis : PG-13 (Accord parental - les enfants de moins de 13 ans doivent être accompagnées d'un adulte)

## Distribution
- Jason Statham (VF : Boris Rehlinger ; VQ : Sylvain Hétu) : Jonas Taylor, plongeur spécialiste des fonds marins et ex-capitaine de la Marine
- Li Bingbing (VF : Anne Dolan ; VQ : Catherine Proulx-Lemay) : Suyin Zhang, biologiste marine et océanographe
- Rainn Wilson (VF : Bruno Magne ; VQ : Patrick Chouinard) : Jack Morris, propriétaire du projet et milliardaire
- Cliff Curtis (VF : Xavier Fagnon ; VQ : Daniel Picard) : James « Mac » Mackreides, chef des opérations
- Ruby Rose (VF : Manon Azem) : Jaxx Herd, ingénieur et conceptrice en chef
- Winston Chao (VF : Yann Guillemot ; VQ : Tristan Harvey) : Dr Minway Zhang, biologiste marin, océanographe et scientifique
- Shuya Sophia Cai (VF : Paloma Josso ; VQ : Estelle Fournier) : Meiying Zhang, fille de Suyin
- Page Kennedy (VF : Namakan Koné ; VQ : Fayolle Jean Jr.) : DJ, pilote de l'Explorateur
- Jessica McNamee (VF : Stéphanie Hédin ; VQ : Éveline Gélinas) : Lori Taylor, ex-copine de Jonas Taylor et pilote
- Robert Taylor (VF : Michel Vigné ; VQ : Jacques Lavallée) : Dr Heller, médecin-chef
- Ólafur Darri Ólafsson (VF : Philippe Vincent ; VQ : Martin Desgagné) : The Wall
- Masi Oka (VF : Nessym Guetat ; VQ : Frédéric Millaire-Zouvi) : Toshi, copilote
- Vithaya Pansringarm : le capitaine du bateau thaïlandais

Sources et légende: Version française (VF) sur RS Doublage Version québécoise (VQ) sur Doublage qc.ca

## Production

### Développement et production
En juin 2015, Warner Bros. récupère le projet Meg, film de requins en développement depuis quelques décennies, initialement prévu pour les Walt Disney Studios en 1997, écrit et réécrit par plusieurs scénaristes au fil des années. Il s'agit d'une adaptation du roman à succès Meg: A Novel of Deep Terror de Steve Alten, l'histoire d'une expédition de deux plongeurs dans les abîmes de l'Océan Pacifique où ils vont devoir neutraliser un squale préhistorique, le Mégalodon, qui est sur le point d'attaquer les côtes californiennes.
Le film, à partir du scénario de Dean Georgaris, est produit par Colin Wilson (John Carter, Suicide Squad) et Belle Avery. Le même mois, le 16, Variety révèle que la Warner est en négociation avec le réalisateur d'Hostel Eli Roth pour le réaliser. Finalement, en mars 2016, il est remplacé par Jon Turteltaub, réalisateur de Rasta Rockett et des Benjamin Gates. Le producteur Lorenzo di Bonaventura produit également le film, déjà soutenu financièrement par les maisons de production de Wilson et d'Avery, Maeday Productions et Apelles Entertainement respectivement. Gravity Pictures co-finance également le film et le distribuera notamment en Chine,.

### Attribution des rôles
En avril 2016, The Hollywood Reporter annonce que Jason Statham jouera le héros principal du film, Jonas Taylor, un ancien capitaine de la Marine chargé de sauver une équipe de scientifiques dans les profondeurs de l'Océan pacifique, piégée dans un submersible endommagé par le requin préhistorique qu'il devra affronter. Quelques mois plus tard, il est rejoint par Jessica McNamee, en tant que personnage féminin principal, et Ruby Rose dans le rôle de Jaxx, une ingénieure membre de l'équipe de recherche sous-marine.
Rainn Wilson est ensuite engagé pour jouer Jack Morris, un millionnaire qui produit le programme d'observation sous-marine, rôle similaire à celui de Richard Attenborough dans le Jurassic Park de Steven Spielberg. Il est rejoint par Cliff Curtis, la chinoise Li Bingbing puis par l'australien Robert Taylor dans le rôle du chef des opérations du Mana One, la fille d'un océanographe chargée d'épauler Taylor et d'un docteur,.

### Tournage
Le tournage commence le 13 octobre 2016 à Whangaparaoa en Nouvelle-Zélande et s'achève le 11 janvier 2017,.

## Musique
Le film utilise une chanson thaïlandaise, qui est une reprise de la chanson Mickey de Toni Basil (1981).

## Accueil

### Sortie internationale
En eaux troubles devait sortir en Chine, en février 2018. Finalement prévu pour mars 2018, le film sort le 10 août 2018 en Chine et aux États-Unis.

### Accueil critique
Aux États-Unis, le film a reçu des critiques plutôt mitigées. Sur le site agrégateur de critiques Rotten Tomatoes, il obtient un score de 46 %, avec une moyenne de 5.5⁄10 sur la base de 108 critiques positives et 127 négatives. Sur Metacritic, il obtient un score de 46⁄100 sur la base de 46 critiques.
En France, les critiques sont également mitigées. Le site Allociné propose un score de 2.2⁄5 sur la base de 16 critiques de presse.
Stéphanie Belpêche, pour Le Journal du dimanche, a plutôt apprécié le film : « L’ancien champion de natation se jette à l’eau dans ce survival ludique qui se réinvente en permanence, et renoue avec la peur des profondeurs en revisitant des classiques comme Les Dents de la mer (1975) ou Piranhas (1978). »
Jacky Goldberg, pour Les Inrockuptibles, considère pour sa part que le film est « un cas d’école de blockbuster kitsch et cynique, même pas drôle, calibré pour plaire à tout le monde ».

### Box-office
| Pays ou région        | Box-office        | Date d'arrêt du box-office | Nombre de semaines |
| --------------------- | ----------------- | -------------------------- | ------------------ |
| États-Unis Canada     | 145 522 784 $     | 1er novembre 2018          | 12                 |
| Chine                 | 153 351 806 $     | 7 octobre 2018             | 8                  |
| France                | 1 622 161 entrées | 16 octobre 2018            | 8                  |
| Total hors États-Unis | 383 800 000 $     | 1er novembre 2018          | 12                 |
| Total mondial         | 529 243 742 $     | 1er novembre 2018          | 12                 |

À sa sortie en Amérique du Nord, le film détrône Mission impossible : Fallout en enregistrant un excellent démarrage de 45 millions de dollars lors de son premier weekend d'exploitation. À l'international, le film enregistre également un excellent démarrage de 150 millions de dollars de recettes mondiales. Lors de son second weekend, le film rapporte 21 millions de dollars supplémentaires et chute à la deuxième place du box-office au profit de Crazy Rich Asians. Lors de son troisième weekend, le film conserve la deuxième place du box-office et cumule 12 millions de dollars supplémentaires. À la fin de son exploitation en salles, le film totalise 145 millions de dollars en Amérique du Nord et 530 millions de dollars de recettes mondiales.
En France, le film se hisse à la deuxième place du box-office lors des premières séances parisiennes en réalisant 1 472 entrées. À la fin de sa première journée d'exploitation, le film s'empare de la première place du box-office et enregistre un démarrage de 149 393 entrées. Lors de sa première semaine, le film s'impose en réalisant 710 798 entrées et en s'emparant de la première place du box-office français. La semaine suivante, le film reste en tête du box-office et dépasse le million d'entrées en réalisant 372 024 entrées supplémentaires,. À la fin de son exploitation, le film totalise 1 622 161 entrées.

## Distinction
Sauf indication contraire, les informations mentionnées dans cette section peuvent être confirmées par la base de données cinématographiques IMDb,  présente dans la section « Liens externes ».
- Golden Trailer Awards 2018 : Golden Fleece pour Warner Bros. Pictures et Trailer Park

## Analyse